# رضا کمالاتی
رضا کمالاتی سیاست‌مدار ایرانی بود، که در  دوره بیست و سوم  به‌عنوان نماینده تاکستان در مجلس شورای ملی حضور داشت.